# Seven Sudamericano Femenino 2019 (Asunción)
El Seven Sudamericano Femenino de abril de 2019 fue la decimosexta edición del principal torneo femenino de rugby 7 organizado por Sudamérica Rugby.

## Equipos participantes
- Selección femenina de rugby 7 de Argentina (Las Pumas)
- Selección femenina de rugby 7 de Brasil (As Yaras)
- Selección femenina de rugby 7 de Chile (Las Cóndores)
- Selección femenina de rugby 7 de Costa Rica (Las Guarias)
- Selección femenina de rugby 7 de Guatemala (Las Jaguares)
- Selección femenina de rugby 7 de Paraguay (Las Yacarés)
- Selección femenina de rugby 7 de Perú (Las Tumis)
- Selección femenina de rugby 7 de Uruguay (Las Teras)
- Selección femenina de rugby 7 de Venezuela (Las Orquídeas)

## Clasificación

### Grupo A

#### Posiciones
| Pos. | Equipo     | Encuentros | Encuentros | Encuentros | Encuentros | Tantos  | Tantos    | Tantos     | Puntos |
| Pos. | Equipo     | jugados    | ganados    | empatados  | perdidos   | a favor | en contra | diferencia | Puntos |
| ---- | ---------- | ---------- | ---------- | ---------- | ---------- | ------- | --------- | ---------- | ------ |
| 1    | Brasil     | 2          | 2          | 0          | 0          | 75      | 5         | + 70       | 6      |
| 2    | Uruguay    | 2          | 1          | 0          | 1          | 32      | 41        | - 9        | 3      |
| 3    | Costa Rica | 2          | 0          | 0          | 2          | 5       | 66        | - 61       | 0      |

Nota: Se otorgan 3 puntos al equipo que gane un partido, 1 al que empate y 0 al que pierda

#### Resultados
| 27 de abril | Costa Rica | 5 - 27 | Uruguay | Estadio Héroes de Curupayty, Asunción, Paraguay |  |

| 27 de abril | Costa Rica | 0 - 39 | Brasil | Estadio Héroes de Curupayty, Asunción, Paraguay |  |

| 27 de abril | Brasil | 36 - 5 | Uruguay | Estadio Héroes de Curupayty, Asunción, Paraguay |  |

### Grupo B

#### Posiciones
| Pos. | Equipo    | Encuentros | Encuentros | Encuentros | Encuentros | Tantos  | Tantos    | Tantos     | Puntos |
| Pos. | Equipo    | jugados    | ganados    | empatados  | perdidos   | a favor | en contra | diferencia | Puntos |
| ---- | --------- | ---------- | ---------- | ---------- | ---------- | ------- | --------- | ---------- | ------ |
| 1    | Argentina | 2          | 2          | 0          | 0          | 75      | 0         | + 75       | 6      |
| 2    | Paraguay  | 2          | 1          | 0          | 1          | 32      | 34        | - 2        | 3      |
| 3    | Venezuela | 2          | 0          | 0          | 2          | 5       | 78        | - 73       | 0      |

Nota: Se otorgan 3 puntos al equipo que gane un partido, 1 al que empate y 0 al que pierda

#### Resultados
| 27 de abril | Paraguay | 32 - 5 | Venezuela | Estadio Héroes de Curupayty, Asunción, Paraguay |  |

| 27 de abril | Argentina | 46 - 0 | Venezuela | Estadio Héroes de Curupayty, Asunción, Paraguay |  |

| 27 de abril | Argentina | 29 - 0 | Paraguay | Estadio Héroes de Curupayty, Asunción, Paraguay |  |

### Grupo C

#### Posiciones
| Pos. | Equipo    | Encuentros | Encuentros | Encuentros | Encuentros | Tantos  | Tantos    | Tantos     | Puntos |
| Pos. | Equipo    | jugados    | ganados    | empatados  | perdidos   | a favor | en contra | diferencia | Puntos |
| ---- | --------- | ---------- | ---------- | ---------- | ---------- | ------- | --------- | ---------- | ------ |
| 1    | Chile     | 2          | 2          | 0          | 0          | 49      | 5         | + 44       | 6      |
| 2    | Perú      | 2          | 1          | 0          | 1          | 34      | 17        | + 17       | 3      |
| 3    | Guatemala | 2          | 0          | 0          | 2          | 7       | 68        | - 61       | 0      |

Nota: Se otorgan 3 puntos al equipo que gane un partido, 1 al que empate y 0 al que pierda

#### Resultados
| 27 de abril | Chile | 39 - 0 | Guatemala | Estadio Héroes de Curupayty, Asunción, Paraguay |  |

| 27 de abril | Perú | 29 - 7 | Guatemala | Estadio Héroes de Curupayty, Asunción, Paraguay |  |

| 27 de abril | Perú | 5 - 10 | Chile | Estadio Héroes de Curupayty, Asunción, Paraguay |  |

## Fase Final

### Challenge
| Pos. | Equipo     | Encuentros | Encuentros | Encuentros | Encuentros | Tantos  | Tantos    | Tantos     | Puntos |
| Pos. | Equipo     | jugados    | ganados    | empatados  | perdidos   | a favor | en contra | diferencia | Puntos |
| ---- | ---------- | ---------- | ---------- | ---------- | ---------- | ------- | --------- | ---------- | ------ |
| 1    | Paraguay   | 4          | 4          | 0          | 0          | 136     | 15        | + 121      | 12     |
| 2    | Uruguay    | 4          | 3          | 0          | 1          | 78      | 34        | + 44       | 9      |
| 3    | Costa Rica | 4          | 1          | 1          | 2          | 44      | 78        | - 34       | 4      |
| 4    | Venezuela  | 4          | 1          | 0          | 3          | 42      | 71        | - 29       | 3      |
| 5    | Guatemala  | 4          | 0          | 1          | 3          | 27      | 129       | - 102      | 1      |

Nota: Se otorgan 3 puntos al equipo que gane un partido, 1 al que empate y 0 al que pierda
|  | Campeón del Challenge. |

#### Resultados
| 27 de abril | Paraguay | 34 - 5 | Costa Rica | Estadio Héroes de Curupayty, Asunción, Paraguay |  |

| 27 de abril | Uruguay | 29 - 5 | Guatemala | Estadio Héroes de Curupayty, Asunción, Paraguay |  |

| 28 de abril | Guatemala | 17 - 17 | Costa Rica | Estadio Héroes de Curupayty, Asunción, Paraguay |  |

| 28 de abril | Paraguay | 27 - 5 | Venezuela | Estadio Héroes de Curupayty, Asunción, Paraguay |  |

| 28 de abril | Uruguay | 22 - 0 | Venezuela | Estadio Héroes de Curupayty, Asunción, Paraguay |  |

| 28 de abril | Paraguay | 51 - 0 | Guatemala | Estadio Héroes de Curupayty, Asunción, Paraguay |  |

| 28 de abril | Venezuela | 32 - 5 | Guatemala | Estadio Héroes de Curupayty, Asunción, Paraguay |  |

| 28 de abril | Uruguay | 22 - 5 | Costa Rica | Estadio Héroes de Curupayty, Asunción, Paraguay |  |

| 28 de abril | Paraguay | 24 - 5 | Uruguay | Estadio Héroes de Curupayty, Asunción, Paraguay |  |

| 28 de abril | Venezuela | 5 - 17 | Costa Rica | Estadio Héroes de Curupayty, Asunción, Paraguay |  |

### Copa de Oro
| Pos. | Equipo    | Encuentros | Encuentros | Encuentros | Encuentros | Tantos  | Tantos    | Tantos     | Puntos |
| Pos. | Equipo    | jugados    | ganados    | empatados  | perdidos   | a favor | en contra | diferencia | Puntos |
| ---- | --------- | ---------- | ---------- | ---------- | ---------- | ------- | --------- | ---------- | ------ |
| 1    | Brasil    | 3          | 3          | 0          | 0          | 77      | 5         | + 72       | 9      |
| 2    | Argentina | 3          | 2          | 0          | 1          | 52      | 27        | + 25       | 6      |
| 3    | Perú      | 3          | 1          | 0          | 2          | 27      | 44        | - 17       | 3      |
| 4    | Chile     | 3          | 0          | 0          | 3          | 0       | 80        | - 80       | 0      |

Nota: Se otorgan 3 puntos al equipo que gane un partido, 1 al que empate y 0 al que pierda
|  | Clasifica a la Final de Oro.    |
|  | Clasifica a la Final de Bronce. |

#### Resultados
| 27 de abril | Argentina | 20 - 0 | Chile | Estadio Héroes de Curupayty, Asunción, Paraguay |  |

| 27 de abril | Brasil | 17 - 0 | Perú | Estadio Héroes de Curupayty, Asunción, Paraguay |  |

| 28 de abril | Brasil | 38 - 0 | Chile | Estadio Héroes de Curupayty, Asunción, Paraguay |  |

| 28 de abril | Argentina | 27 - 5 | Perú | Estadio Héroes de Curupayty, Asunción, Paraguay |  |

| 28 de abril | Brasil | 22 - 5 | Argentina | Estadio Héroes de Curupayty, Asunción, Paraguay |  |

| 28 de abril | Chile | 0 - 22 | Perú | Estadio Héroes de Curupayty, Asunción, Paraguay |  |

### Final de Bronce
| 28 de abril | Perú | 7 - 14 | Chile | Estadio Héroes de Curupayty, Asunción, Paraguay |  |

### Final de Oro
| 28 de abril | Argentina | 7 - 22 | Brasil | Estadio Héroes de Curupayty, Asunción, Paraguay |  |

| Bandera de Brasil    |
| Campeón Brasil       |
| Décimo quinto título |

## Posiciones finales
| Posición | Selección  |
| -------- | ---------- |
| 1        | Brasil     |
| 2        | Argentina  |
| 3        | Chile      |
| 4        | Perú       |
| 5        | Paraguay   |
| 6        | Uruguay    |
| 7        | Costa Rica |
| 8        | Venezuela  |
| 9        | Guatemala  |